# 阿倍比羅夫
阿倍比羅夫（生卒年不詳）是日本飛鳥時代的將軍，約活躍於7世紀中期。阿倍氏，名比羅夫。姓（政治階級）為「臣」，冠位大錦上。他在《日本書紀》中以阿倍引田臣的名字登場，在《大日本史》中則寫作阿部比羅夫。他曾參加了倭國對肅慎和蝦夷的討伐，後來又參加了在朝鮮半島的白江口之戰。
阿倍氏一族是越國地區的豪族，阿倍比羅夫於齊明天皇在位的時候擔任越國國司一職。658年，阿倍率領水軍180隻討伐蝦夷，蝦夷酋長恩荷率津輕、渟代兩郡的蝦夷投降。阿倍召集渡島地區的蝦夷並大饗而歸。不久又討伐肅慎，獲生羆兩隻、羆皮七十張，歸獻天皇。
659年，阿倍比羅夫再次討伐蝦夷，大合飽田、渟代、津輕、膽振的蝦夷並饗賜之，隨後在後方羊蹄地區設立郡領，以統治蝦夷。不久擊敗肅慎，俘虜49人而歸。
660年，阿倍率戰船200艘討伐肅慎，在大河遇到了肅慎軍隊，比羅夫請求渡島的蝦夷人援助。在渡島人的幫助下，比羅夫在幣賄弁島成功擊敗了肅慎，獻俘於天皇。
662年，應百濟的要求，天智天皇決定出兵援助百濟。阿倍比羅夫被任命為後將軍、征新羅將軍，率倭軍前往朝鮮半島支援百濟。次年，倭、濟聯軍在白江口遇到羅、唐聯軍的襲擊，大敗而歸。此次大敗後，日本對新羅、唐朝在軍事上持守勢，阿倍比羅夫被任命為大宰帥，鎮守九州北部，以防止新羅和唐朝的進攻。

## 系譜
- 父：不詳 - 一說為阿倍目或淨足
- 母：不詳
- 妻：不詳
  - 次男：阿倍宿奈麻呂（？－720）
  - 男子：引田廣目
  - 男子：阿倍帯麻呂
  - 男子：阿倍船守